# Teinobasis scintillans
Teinobasis scintillans – gatunek ważki z rodziny łątkowatych (Coenagrionidae).